# Lampă

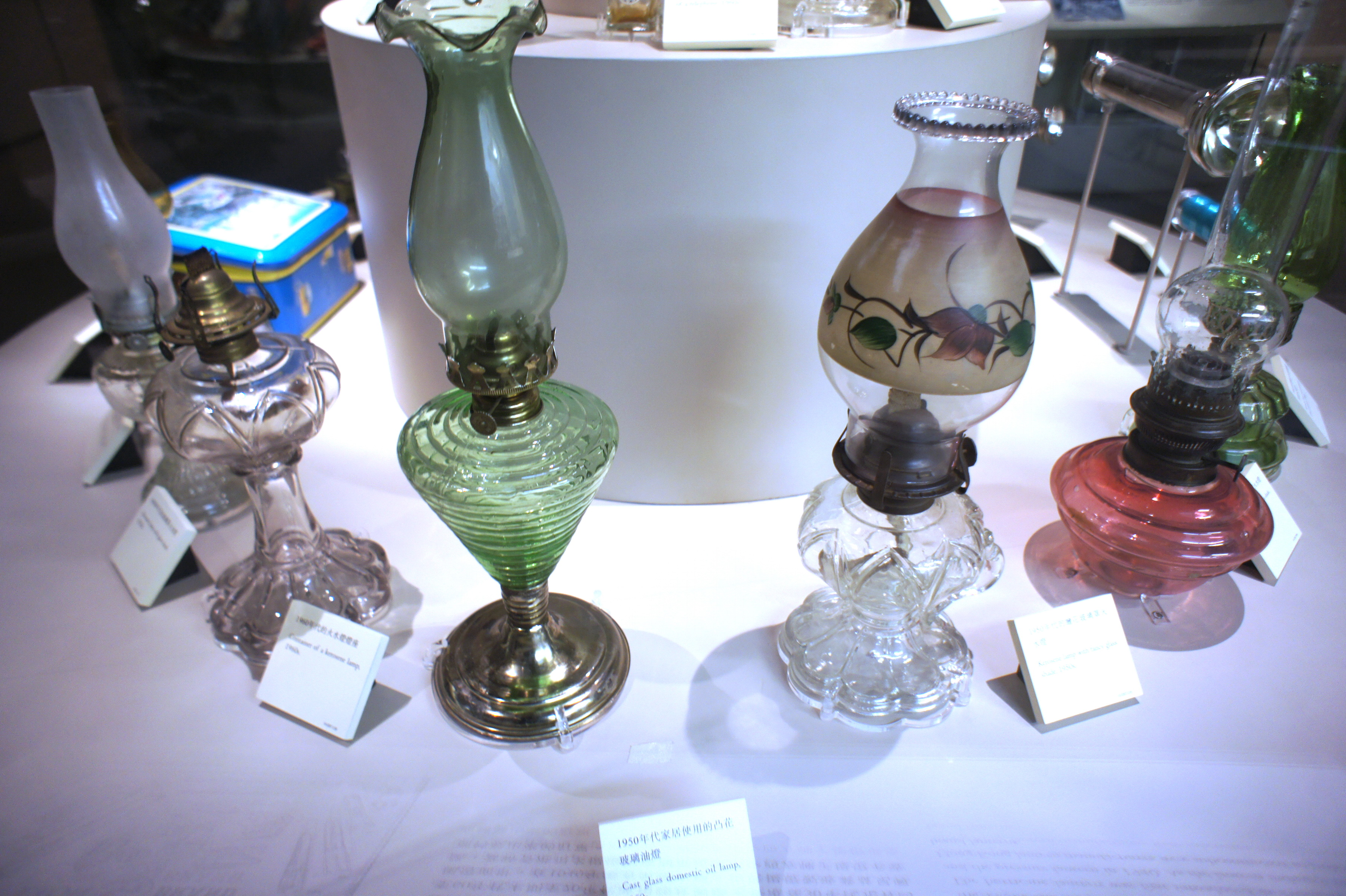
Lămpi cu petrol

Lampa este un dispozitiv sau aparat care produce lumină prin arderea unui combustibil, sau care folosește energia electrică. Ea poate să fie portabila sau fixă.

## Lampă minieră
Lampa minieră în trecut erau lămpile cu carbid, sau lămpile folosite în minele cu cărbuni, unde flacăra era înconjurată de o plasă de sârmă cu scopul evitării contactului cu gazele explosive din minele cărbuni.
Carbidul (carbură de calciu) este o substanță solidă albă, formată din calciu și carbon, prin contactul cu apa se producea acetilenă, un gaz inflamabil.

## Lampă electrică

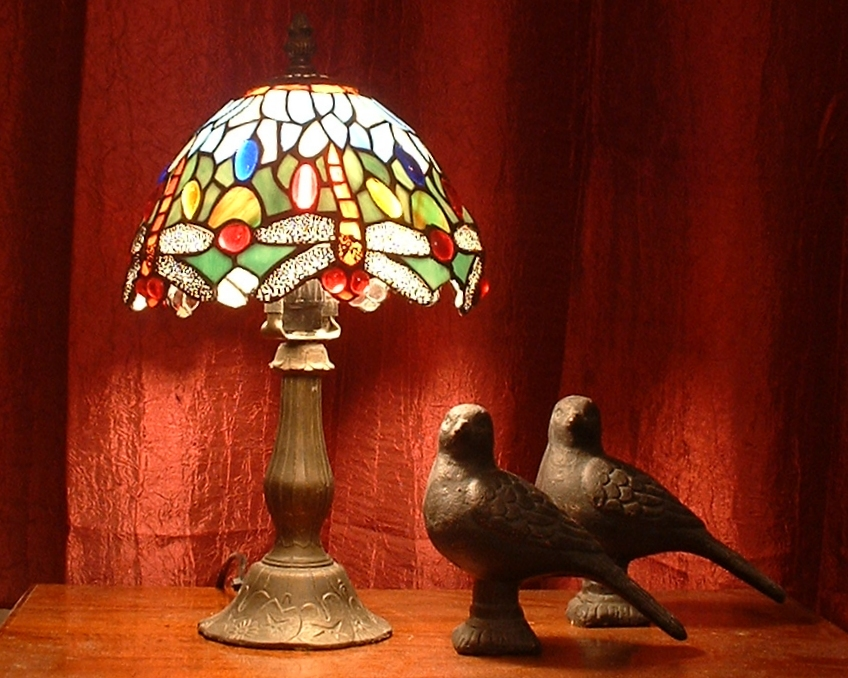
O lampă colorată

O lampă electrică este un aparat electric folosit pentru a crea lumină artificială prin efectele optico-calorice ale curentului electric. Pentru lămpile electrice clasice, generatorul de lumină este becul incandescent. Lămpile moderne pot fi confecționate din diferite materiale, ca de exemplu din sare, care ajută la tulburările de somn. De obicei, lămpile electrice funcționează cu ajutorul unor becuri incandescente. De aceea, lumina care provine de la o lampă este, adesea de culoare albă sau galbenă.

### Istoric
Fabricarea manuală a lămpilor electrice a început în perioadă următoare descoperirii becului incandescent. În 1939 s-au realizat utilizări practice pentru lămpile fluorescente.

### Utilizări
Lămpile electrice au o gamă largă de utilizări, în primul rând pentru iluminat, dar și pentru semnalizări optice tehnice. Lămpile  pentru iluminat pot fi folosite pentru iluminarea unor grădini și parcuri, sau pentru iluminarea camerelor de apartament. Lămpile pentru grădină au, de obicei, scop decorativ și adesea, funcționează cu ajutorul luminii solare.

### Lămpile de iluminat urban și rutiere

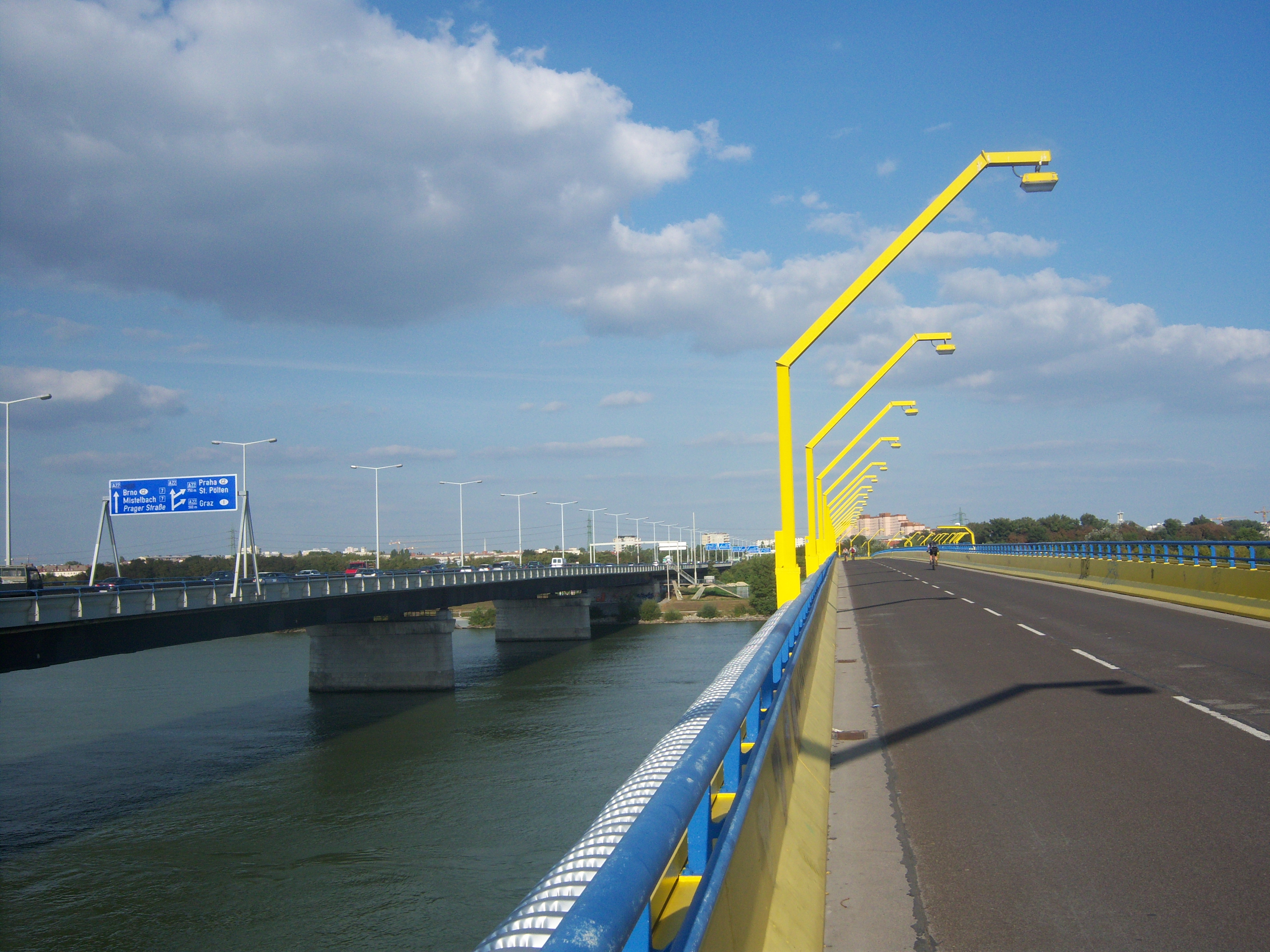
Un exemplu de lămpi stradale, care, pe timp de noapte, îmbunătățesc vederea șoferilor

Acestea sunt folosite pentru a lumina drumurile și, implicit, orașele și alte tipuri de localități pe timp de noapte, cu scopul de a îmbunătăți vizibilitatea pentru șoferi, noaptea sau pe vreme cețoasă.